# Utagawa Toyoharu
En aquest nom japonès, el cognom és Utagawa.

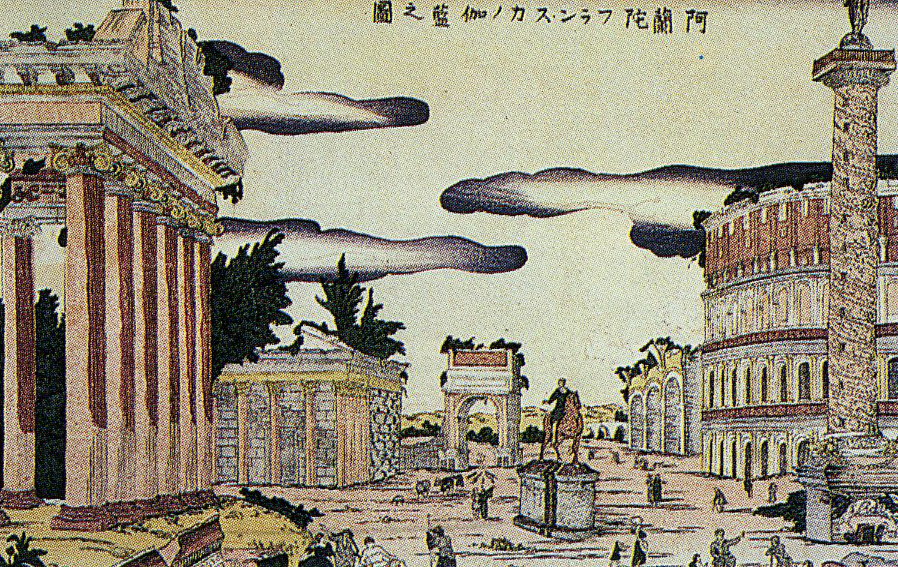
Representació de Roma, de Toyoharu, col·lecció privada

Utagawa Toyoharu (japonès: 歌川 豊春) (Toyooka, Japó, 1735 - 3 de març de 1814) va ser un gravador japonès, fundador de l'escola Utagawa.

## Biografia
Nascut a la japonesa regió de Kansai, va estudiar a Kyoto amb Tsuruzawa Tangei, un pintor de l'escola Kanō, abans d'anar-se'n a Edo el 1760. Allà va seguir els seus estudis amb Toriyama Sekien. Toyoharu va tenir un paper important en el desenvolupament de l'ukiyo-e estudiant la perspectiva lineal occidental en els seus gravats Uki-e. La seva principal font d'informació sobre la perspectiva van ser els gravats de vedutistes venecians com ara Canaletto i Guardi. També va reproduir aquelles vistes de Venècia i Roma en xilografies a tot color. Tanmateix, la seva principal innovació va ser la seva adaptació de la perspectiva lineal als temes japonesos.